# El final (canción)
«El final» es una canción interpretada por la banda mexicana de rock Rostros Ocultos, que fue incluida en su segundo álbum de estudio titulado, Abre tu corazón. Fue lanzada en el año 1989 por EMI Music y además esta canción fue parte de la lista de las 100 mejores canciones de los ochenta en México del canal VH1 Latinoamérica, publicada en 2007.

## Antecedentes
La canción fue escrita por Agustín Villa «Cala» y el guitarrista Arturo Ybarra. La canción es parte de una experiencia personal que el vocalista tuvo cuando era apenas un adolescente, ya que cuando iba a fiestas para ir a divertirse encontraba o no a su novia con alguien, de ahí el éxito de la canción.

## Créditos
- Banda
  - Agustín Salvador Villa Rojas "Cala", voz
  - Arturo Ybarra: Guitarra
  - Ernesto Bola Domene, Batería
  - Waldo Chávez, Bajo
  - Andrés Franco, Teclados

## Lista de canciones

### CD - Promo[6]
| El final — Single |            |          |  |
| N.º               | Título     | Duración |  |
| 1.                | «El final» | 2:29     |  |

## Posiciones en las listas
| Listas (1989)                             | Posición |
| ----------------------------------------- | -------- |
| Estados Unidos Billboard Hot Latin Tracks | 92       |

## Premios y nominaciones
| Año  | Publicación       | País   | Lista                                          | Puesto |
| ---- | ----------------- | ------ | ---------------------------------------------- | ------ |
| 2006 | Alborde           | EUA    | 500 canciones del Rock Iberoamericano          | 78°    |
| 2007 | VH1 Latinoamérica | México | 100 mejores canciones de los ochenta en México | 26°    |